# Liuva I.
Liuva I. († Ende 571 oder Anfang 572) war König der Westgoten in den Jahren  567 bis 571/572.
Nach dem Tod des Königs Athanagild folgte eine monatelange königslose Zeit. Schließlich wählten Adlige in Narbonne in der westgotischen Provinz Septimanien nördlich der Pyrenäen Liuva zum König. Diese Wahl in einem entlegenen Reichsteil ist ungewöhnlich; vermutlich wurde sie nur von einem Teil des westgotischen Adels unterstützt. Liuva blieb in Septimanien. Er machte 568 seinen Bruder Leovigild zum Mitregenten, überließ ihm die Herrschaft über die Iberische Halbinsel und behielt nur den kleinen Reichsteil Septimanien für sich. Nach Liuvas Tod regierte Leovigild im gesamten Westgotenreich.